# Fokker S.II
Fokker S.II là một loại máy bay huấn luyện của Hà Lan trong thập niên 1920.

## Biến thể
S.II
S.IIA

## Quốc gia sử dụng
Hà Lan
- Không quân Lục quân Hà Lan

 Liên Xô
- Không quân Liên Xô

## Tính năng kỹ chiến thuật (S.II)
Đặc tính tổng quan
- Kíp lái: 2
- Động cơ: 1 × Rhone-Oberursel , 67 kW (90 hp)

Hiệu suất bay